# Alejandra Cisneros
Alejandra Cisneros (* 18. April 1995 in Tampico) ist eine ehemalige mexikanische Tennisspielerin.

## Karriere
Cisneros, die mit acht Jahren das Tennisspielen begann, bevorzugt Sandplätze. Sie spielte hauptsächlich auf dem ITF Women’s Circuit.
Ihr erstes Profiturnier spielte Cisneros im August 2011 in San Luis Potosí. Seit 2013 wird sie in den Weltranglisten geführt.
Cisnero repräsentierte Mexiko beim U16 Weltcup und wurde auf Platz 18 der Juniorinnenweltrangliste geführt. Sie nahm bei den Juniorinnenwettbewerben der US Open 2012 und der French Open, von Wimbledon und den US Open 2013 teil. Weiterhin gewann sie 2013 die Copa Yucatan.
Im März 2014 erhielt sie eine Wildcard für die Qualifikation zum Einzelwettbewerb der Monterrey Open sowie mit ihrer Partnerin Camila Fuentes auch für das Hauptfeld im Doppel dieses Turniers der WTA Tour. Ihre Begegnung gegen Luksika Kumkhum in der Einzel-Qualifikation verlor sie mit 4:6 und 0:6. Die Erstrundenbegegnung im Doppel verloren Cisneros und Fuentes gegen Gabriela Dabrowski und Oksana Kalaschnikowa mit 5:7, 6:1 und [7:10].
Seit diesem Turnier im März 2014 trat Cisneros bei keinem weiteren Profiturnier mehr an und wird seit 2015 nicht mehr in den Weltranglisten geführt.
Cisneros spielt 2016 für die Collegemannschaft der Armstrong Atlantic State University.